# Сигелар, Оливир
Оливир Сигелар (нидерл. Olivier Siegelaar, род. 24 октября 1986) — голландский спортсмен, гребец, призёр чемпионата мира и кубка мира по академической гребле, а также Летних Олимпийских игр 2016 года.

## Биография
Оливир Сигелар родился 24 октября 1986 года в городе Хемстеде, Северная Голландия. Профессиональную карьеру гребца начал с 1999 года. Первые соревнования международного уровня, на которых Сигелар принял участие, был чемпионат мира по академической гребле 2004 года среди юниоров в Баньолесе (2004 WORLD ROWING JUNIOR CHAMPIONSHIPS). В составе четвёрки с результатом 06:06.830 его команда заняла 3 место, уступив соперникам из России (06:05.520 — 2-е место) и Словении (06:04.910 — 1-е место).
На чемпионате мира по академической гребле 2009 года в Познане Сигелар выступал в составе восьмёрки. Голландские гребцы заняли третье место (5:28.32), уступив командам из Канады (5:27.15 — 2-е место) и Германии (5:24.13 — 1-е место).
Следующая бронзовая медаль в его активе была завоёвана на чемпионате мира по академической гребле 2015 года во французском городе Эгбелет-ле-Лак. Сигелар в составе голландской восьмёрки занял третье место с результатом 05:38.090.
На соревновании во II-ом этапе кубка мира по академической гребле 2016 года в Люцерне (2016 WORLD ROWING CUP II) голландская восьмёрка гребцов была представлена составом: Оливир Сигелар, Роберт Люккен, Боаз Мейлинк, Будевейн Рёэлл, Кай Хендрикс, Дирк Эйттенбогард, Мехил Верслёйс, Тони Витен, Петер Вирсум. В финальном заплыве с результатом 05:28.560 они уверенно завоевали золотую медаль, оставив позади своих прямых конкурентов из Германии (05:30.300 — 2-е место) и США (05:30.540 — 3-е место). Команда из Великобритании финишировала лишь четвёртой (05:31.470). Таким образом, голландские гребцы получили лицензию на участие в предстоящих Летних Олимпийских Играх.
Первая олимпийская медаль в его карьере была завоёвана во время Летних Олимпийских играх 2016 в Рио-де-Жанейро. Голландская восьмерка гребцов с результатом 05:31.590 уступила первенство командам из Великобритании (05:29.630 — 1-е место) и Германии (05:30.960 — 2-е место). Со старта голландские спортсмены шли пятыми, но смогли улучшить свой результат на одну позицию выше после 1000 м. После преодоления отрезка пути в 1500 м они обогнали соперников из Новой Зеландии и пришли на финиш третьими.